# Ampezzo (Udine)
|  | No s'ha de confondre amb Cortina d'Ampezzo. |

Ampezzo (friülà Dimpeç) és un municipi italià, dins de la província d'Udine. És situat dins la Val Tagliamento, a la Cjargne. L'any 2007 tenia 1.080 habitants. Limita amb els municipis de Forni di Sotto, Ovaro, Sauris i Socchieve. Es troba a la regió de Càrnia.

## Administració
| Període | Identitat         | Partit        |
| ------- | ----------------- | ------------- |
| 2004-   | Eugenio Benedetti | Llista cívica |